# Germaine (affluent de la Dordogne)
Pour les articles homonymes, voir Germaine.
La Marcillande ou la Germaine est un ruisseau français, affluent de la Dordogne, qui coule dans les départements du Lot et de la Dordogne.

## Géographie
La Marcillande prend sa source dans le Lot vers 210 mètres d'altitude, sur la commune de Gourdon, un kilomètre au sud-ouest du bourg. Elle traverse ensuite Payrignac.
Avant de passer en Dordogne, elle reçoit successivement le Lizabel en rive gauche puis la Melve en rive droite.
Ses eaux sont ensuite retenues au lac de Groléjac, commune qu'elle baigne avant de confluer avec la Dordogne en rive gauche, un kilomètre plus au nord-ouest.

## Affluents
- Le Lizabel (4,9 km), rive gauche
- La Melve (14,5 km), rive droite

## Risque inondation
À l'intérieur du département de la Dordogne, un plan de prévention du risque inondation (PPRI) a été approuvé en 2011 pour la Dordogne amont incluant les 1 500 derniers mètres de la Marcillande, sur la commune de Groléjac,.

## À voir
- L'église Saint-Léger de Groléjac, avec son toit de lauzes